# Chiquilín (revista)
Chiquilín fue una revista infantil fundada en 1924 por el empresario madrileño Federico Bonet, quien la concibió como un soporte publicitario para sus otros productos, aunque su precio era bastante alto para su época: 25 céntimos. Su nombre hacía referencia al popular actor estadounidense Jackie Coogan, inscribiéndose así en una tendencia de las revistas de historietas de su época, tanto españolas como británicas, de tomar prestados personajes del cine cómico mudo estadounidense, en especial niños. Chiquilín tuvo dos épocas diferentes.

## Primera época: 1924-1926
Acogió colaboraciones de los escritores Enrique Jardiel Poncela y José López Rubio, y de los dibujantes Menda, Pedraza y José Robledano, incluyendo además cómics ingleses de las revistas Comics Cut y The Raimbow.

## Segunda época: 1926-1927
Bajo la dirección de Manuel Abril, incorporó los primeros trabajos de autores como Mercedes Ballesteros, Serny, Summers y Ramón Puyol.

## Valoración
Según Antonio Martín, «Chiquilín» tenía una gran calidad, superior a la media de sus contemporáneas, aunque, dado su alto precio, debía de tener una distribución restringida a las clases altas.